# Ròcabilhiera
Ròcabilhiera (en francès Roquebillière) és un municipi francès situat al departament dels Alps Marítims i a la regió de Provença – Alps – Costa Blava.

## Demografia
| 1962                                       | 1968  | 1975  | 1982  | 1990  | 1999  | 2006  |
| ------------------------------------------ | ----- | ----- | ----- | ----- | ----- | ----- |
| 1.377                                      | 1.426 | 1.336 | 1.504 | 1.539 | 1.467 | 1.614 |
| Des de 1962: població sense dobles comptes |       |       |       |       |       |       |

## Administració
| Període   | Identitat       | Partit |
| --------- | --------------- | ------ |
| 2001-2006 | Gérard Camous   |        |
| 2006-     | Gérard Manfredi | UMP    |

## Agermanaments
- Emskirchen